# Аркаул (городской округ город Уфа)
Аркаул (баш. Арҡауыл) — деревня в составе городского округа город Уфа, находящаяся в Турбаслинском сельсовете, подчинённом Орджоникидзевскому району городского округа город Уфа.

## География
В деревне одна улица: Шугуровская. Рядом с деревней протекает река Шугуровка. По названию деревни получила название уфимская улица Аркаульская.

## История
До 1996 года в составе Благовещенского района Республики Башкортостан.
С 1996 года в Турбаслинском сельсовете.

## Население
| 1939 | 1959 | 1970 | 1979 | 1989 | 2002 | 2010 |
| ---- | ---- | ---- | ---- | ---- | ---- | ---- |
| 88   | ↗91  | ↗105 | ↘76  | ↘66  | ↗71  | ↗85  |

В 2002 году в деревне проживал 71 житель (записано 45 % татар и 44 % башкир).